# Mario (franquícia)
La franquícia Mario (マリオ, Mario) és una franquícia de videojocs publicada i produïda per Nintendo, protagonitzada pel personatge fictici de nom homònim. La franquícia també incorpora altres formes de mitjans d'entreteniment incloent sèries de televisió i una pel·lícula. La saga va ser originalment creada pel dissenyador de jocs Shigeru Miyamoto amb l'arcade Donkey Kong, llançat el 9 de juliol de 1981. Aquests jocs han estat desenvolupats per una varietat de companyies incloent Nintendo, Hudson Soft i AlphaDream. La majoria de jocs de Mario han estat llançats per l'arcade o per a consoles Nintendo des de la Nintendo Entertainment System fins a la generació actual de videoconsoles.
La sèrie principal en la franquícia és la sèrie de videojocs de plataformes Super Mario, la qual segueix les aventures de Mario al món fictici del Regne Xampinyó. Aquests videojocs recauen típicament en l'habilitat de saltar per permetre-li progressar a través dels nivells. La franquícia ha generat més de 200 videojocs de diversos gèneres i sèries, incloent videojocs de Super Mario, Mario Kart, Mario Party, Mario Tennis i Mario Golf.
L'any 2011, els videojocs principals de Super Mario havien recaptat aproximadament 12 mil milions de dòlars en vendes. S'han venut més de 500 milions de còpies dels videojocs de la franquícia Mario, la qual cosa la converteix en la franquícia de videojocs més venuda de tots els temps. També és la cinquena franquícia de mitjans amb major recaptació de tots els temps, amb un ingrés de més de 27 mil milions de dòlars a partir de 2018.

## Videojocs

### Orígens

#### Donkey Kong

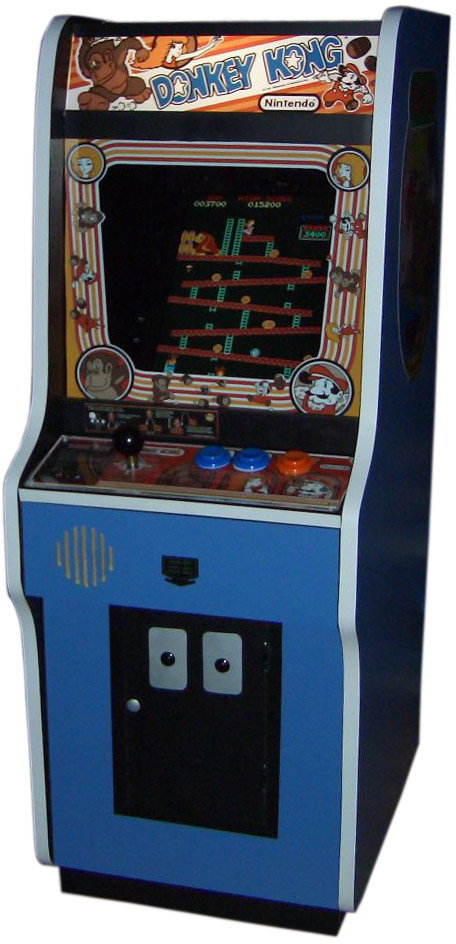
Una rèplica de la cabina arcade de Donkey Kong.

Després del fracàs comercial de Radar Scope, el president de Nintendo va suggerir a Shigeru Miyamoto crear un videojoc d'arcade per salvar l'empresa. Miyamoto va arribar amb la idea d'un videojoc en el qual el personatge principal ha de fer el seu camí per una pista d'obstacles que consisteixen en plataformes inclinades, escales i barrils rodants. Miyamoto va anomenar al videojoc Donkey Kong, i al seu protagonista principal Jumpman. Donkey Kong és un dels primers videojocs del gènere de plataformes. A més de presentar l'objectiu de salvar a Pauline, el videojoc també li dona una puntuació al jugador. Se li atorguen punts per acabar nivells; saltar sobre obstacles; destruir objectes amb un potenciador de martell; col·leccionar objectes com barrets, paraigües i moneders i completar altres missions. El videojoc va ser sorprenentment reeixit. Jumpman va ser anomenat "Mario" en certs materials promocionals del llançament del videojoc a l'estranger; aquest nom provenia de Mario Segale, el propietari de les oficines de Nintendo of America, que va irrompre en una reunió per exigir el pagament endarrerit del lloguer. Eventualment el nom de Jumpman es va canviar internacionalment i permanentment a Mario. L'èxit del videojoc va donar lloc a ser portat a diverses consoles i a una seqüela, Donkey Kong Jr., que és l'única aparició de Mario com a antagonista. No obstant això Donkey Kong 3 no va afegir a Mario com a personatge. Donkey Kong ha establert la seva pròpia franquícia única fora de l'univers Mario, començant amb Donkey Kong Country i ha generat moltes seqüeles i sèries derivades.

#### Mario Bros.
La marca Mario es va usar per primera vegada en un videojoc arcade posterior, Mario Bros., que va introduir al germà de Mario, Luigi. L'objectiu d'aquest videojoc és derrotar a tots els enemics en cada nivell. Cada nivell és una sèrie de plataformes amb quatre canonades en cada cantonada de la pantalla i al centre se situa un bloc anomenat "POW". La mecànica de Mario Bros. involucra solament córrer i saltar. A diferència de títols posteriors de Mario, els jugadors no poden saltar sobre els enemics fins que siguin voltejats; això es realitza saltant sota la plataforma on aquests estan o usant el bloc "POW". Tots dos costats de cada nivell compten amb un mecanisme que permet que el jugador surti de la pantalla a l'esquerra i aparegui a la dreta i viceversa. El videojoc ha reaparegut en diverses formes, incloent un minijoc a Super Mario Bros. 3 i en la sèrie de videojocs de Super Mario Advance, i reimaginat com a Mario Clash.

#### Game & Watch
Nintendo ha llançat diversos videojocs LCD de Mario i Donkey Kong per la consola Game & Watch. 11 videojocs van ser llançats entre 1982 i 1994. Nintendo també va obtenir la llicència per al llançament de sis videojocs LCD per la línia Game Watch de Nelsonic entre 1989 i 1994. Moltes versions dels videojocs Game & Watch han canviat al protagonista d'un personatge genèric de Mr. Game & Watch a Mario.

### Videojocs de plataformes

#### Super Mario

Logo de la sèrie Super Mario.

Mario es va convertir en el protagonista del seu propi videojoc de plataformes de desplaçament lateral el 1985, titulat Super Mario Bros., el qual va ser inclòs com a paquet juntament amb la consola Nintendo Entertainment System. També va ser venut com a paquet amb Duck Hunt. Al Japó, l'any 1986, va ser llançat un videojoc titulat Super Mario Bros. 2, però un videojoc diferent amb el mateix nom va ser llançat internacionalment el 1988, seguit de Super Mario Bros. 3 més tard aquest mateix any. La versió japonesa seria llançada als Estats Units el 1993 sota el nom Super Mario Bros.: The Lost Levels, com a part del videojoc Super Mario All-Stars per la consola Super Nintendo Entertainment System, una consola que també va tenir una continuació de la sèrie coneguda com a Super Mario World. Tot i que Super Mario Land i les seves dues seqüeles van ser els lliuraments de Game Boy en la sèrie, Game Boy Advance no va rebre cap videojoc original, solament noves versions. Super Mario 64 va debutar com a títol de llançament de la consola Nintendo 64 el 1996. Super Mario Sunshine va ser el títol per Nintendo GameCube i Super Mario Galaxy i la seva seqüela van ser la continuació de la franquícia per la Wii. Super Mario 3D Land va ser el títol estrella de la sèrie per Nintendo 3DS. La Wii U va tenir el llançament de Super Mario 3D World. El 2017, Super Mario Odyssey va ser el lliurament de la sèrie per a la consola Nintendo Switch.
El 2006, es va inaugurar una sub-sèrie estil retro anomenada New Super Mario Bros. per la consola Nintendo DS, amb la mecànica dels videojocs de Super Mario Bros.. Va continuar en la Wii com a New Super Mario Bros. Wii, en la 3DS com New Super Mario Bros. 2 i en la Wii U com New Super Mario Bros. U i New Super Luigi U. Aquesta jugabilitat es va oferir més endavant amb el creador de nivells Super Mario Maker, llançat el 2015 per la Wii U.
El 2016, l'equip darrere de New Super Mario Bros. va llançar Super Mario Run, que es va convertir en el primer videojoc per a telèfons intel·ligents de Nintendo i un dels pocs casos en què es va desenvolupar un videojoc de Mario per a maquinari que no és de Nintendo.

### Videojocs de lògica

#### SèrieDr. Mario

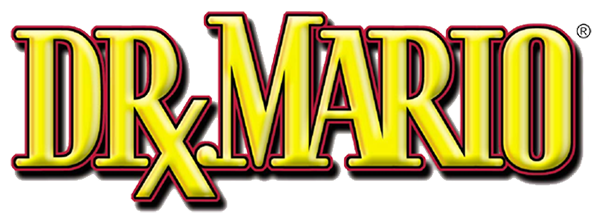
Logo de la Sèrie Dr. Mario.

Dr. Mario (estilitzat com a D℞. Mario) és una sèrie de videojocs de lògica d'estil arcade originalment desenvolupats per Nintendo Research & Development 1 i més tard desenvolupats per Arika i produïts per Nintendo Software Planning & Development. El primer videojoc de la sèrie, Dr. Mario, es va llançar el 1990 en la Nintendo Entertainment System i Game Boy, aconseguint un èxit crític i comercial. En la Sèrie Dr. Mario, el personatge Mario, que assumeix el paper de metge, té la tasca d'erradicar virus mortals. L'objectiu del jugador és destruir els virus que poblen el camp de joc en pantalla mitjançant l'ús de càpsules de colors que cauen al camp, de manera similar a Tetris. El jugador manipula les càpsules a mesura que cauen per alinear-se amb virus de colors coincidents, la qual cosa els elimina del camp de joc. El jugador avança en el joc eliminant tots els virus en la pantalla en cada nivell.
S'han llançat 4 videojocs de Dr. Mario per a consoles domèstiques i dos videojocs portàtils, per a un total de sis títols originals. A mesura que la sèrie ha progressat, cada nou videojoc ha introduït nous elements per mantenir la jugabilitat fresca, com els nous modes de joc. El 2001, Dr. Mario 64 per a Nintendo 64 va introduir nous modes de joc com el mode Història, Score Attack i Marathon, Wario com un personatge jugable i un multijugador per a quatre jugadors. Després d'una pausa de set anys, el 2008, Dr. Mario Express per al servei DSiWare de Nintendo DSi va reintroduir la sèrie al mercat dels videojocs portàtils. També el 2008, Dr. Mario Online Rx per al servei WiiWare de Wii va presentar el multijugador en línia a la sèrie. El 2013, Dr. Luigi per a Nintendo eShop de Wii U va presentar en Luigi com a personatge jugable, així com un mode de joc "L de Luigi" en el qual totes les càpsules assumeixen la forma de la lletra "L". El 2015, Dr. Mario: Miracle Cure introdueix un mode anomenat "Laboratori Experimental", on se li presenten al jugador 50 desafiaments per superar.

#### Mario's Picross
Aquesta sèrie de videojocs és una col·lecció de trencaclosques lògics -nonogrames- que impliquen una quadrícula amb números per a cada fila i columna, que es refereixen a la quantitat de quadrats marcats dins de la mateixa. Els videojocs mostren a Mario com un arqueòleg qui fa cisellats per formar imatges sobre la reixeta. Els videojocs d'aquesta sèrie són Mario's Picross i Picross 2 per a Game Boy i Mario's Super Picross per la Super Famicom.

#### SèrieMario vs. Donkey Kong
Mario vs. Donkey Kong és una subsèrie de videojocs de la sèries de Mario i Donkey Kong, basada en videojocs de trencaclosques, que torna a presentar a Pauline, així com l'antiga rivalitat entre Mario i DK. El 2004 va ser llançat Mario vs. Donkey Kong per a Game Boy Advance. El concepte del joc gira entorn d'una combinació d'elements de plataformes i trencaclosques, que desafien en Mario a trobar les claus, aconseguir una porta tancada i rescatar als Mini-Marios segrestats per Donkey Kong. Dos anys després, es va llançar Mario vs. Donkey Kong 2: March of the Minis per a Nintendo DS, la trama dels quals gira al voltant del segrest de Pauline per part de Donkey Kong en rebutjar un Mini DK. En aquest videojoc, el jugador ja no controla a Mario, sinó als Mini Marios a través de la pantalla tàctil de la consola. Per a la mateixa plataforma es va llançar Mario vs. Donkey Kong: Minis March Again! el 2009 a través de DSiWare, que manté el motiu del segrest de Pauline i la mateixa jugabilitat que el seu predecessor, exceptuant que ja no es poden controlar als Minis una vegada que es mouen, per la qual cosa el jugador ha d'evitar que els Minis caiguin (o es facin mal) en el camí a la porta de sortida. La quarta entrada de la sèrie, Mario vs. Donkey Kong: Mini-Land Mayhem!, va ser estrenada el 2010 per a Nintendo DS. En aquest videojoc, en comptes d'emplenar quadres d'una graella, el jugador ha de col·locar objectes que ajudin als Minis en el seu camí a la sortida. El 2013 va ser llançat Mario and Donkey Kong: Minis on the Move per a Nintendo 3DS, que va canviar la vista lateral a una tridimensional, on el jugador ha de construir el camí a seguir pel Mini fins a arribar al final. A Mario vs. Donkey Kong: Tipping Stars, llançat el 2015 per a Wii U i 3DS, es va tornar a la vista en dues dimensions dels anteriors lliuraments, a més de permetre el cross-buy entre ambdues plataformes. Mini Mario & Friends: Amiibo Challenge és el setè lliurament de la sèrie. Va ser llançat de franc per a Wii U i 3DS el 2016 i per jugar-ho és necessari comptar amb algun dels amiibos de personatges de la franquícia.

### Videojocs de carreres

#### SèrieMario Kart

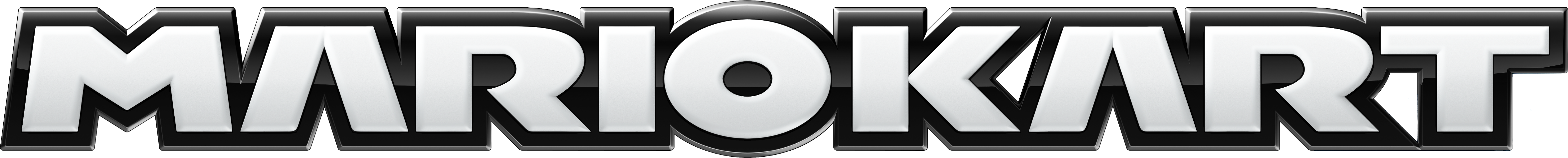
Logo de la sèrie Mario Kart.

Mario Kart és una sèrie de videojocs de carreres d'estil karting desenvolupats principalment per Nintendo Entertainment Analysis & Development. El primer videojoc de la sèrie, Super Mario Kart, va ser llançat el 1992 per la Super Nintendo aconseguint un èxit crític i comercial. A la sèrie Mario Kart, els jugadors competeixen en carreres de karts, controlant un personatge pertanyent a la franquícia de Mario. Una de les característiques de la sèrie és l'ús de diversos elements potenciadors que s'obtenen en passar o xocar contra les caixes d'objectes posades en la pista. Aquests potenciadors inclouen als Super Xampinyons per donar als jugadors un impuls de velocitat, Closques Koopa per ser llançats als oponents i pells de plàtan que poden col·locar-se en la pista com a obstacles.
S'han llançat 5 videojocs de Mario Kart per a consoles domèstiques, 3 videojocs portàtils i 3 videojocs derivats per a arcade desenvolupats per Namco, per a un total d'11. A mesura que la sèrie ha progressat, cada nou videojoc ha introduït nous elements per mantenir el videojoc actualitzat, com a noves pistes, nous objectes i nous personatges jugables. El 1996 i 1997, Mario Kart 64 per a Nintendo 64 va introduir curses de 4 jugadors i gràfics en 3D. El 2001, Mario Kart: Super Circuit per a Game Boy Advance va introduir la capacitat de desbloquejar pistes retro de lliuraments anteriors. El 2003, Mario Kart: Double Dash!! per a GameCube va introduir carreres multijugador LAN cooperatives i karts per a dos jugadors. El 2005, Mario Kart DS per a Nintendo DS va presentar la jugabilitat en pantalla dual i el mode multijugador en línia a través de Wi-Fi. El 2008, Mario Kart Wii va introduir controls de moviment, carreres de 12 jugadors, motocicletes i personatges Mii jugables. El 2011, Mario Kart 7 per a Nintendo 3DS va presentar gràfics estereoscòpics opcionals, va introduir karts amb ales deltes i submergibles, una perspectiva alternativa en primera persona i personalització de karts. El 2014, Mario Kart 8 per a Wii U va introduir carreres antigravitacionals, vehicles tot terreny, pujar moments destacats a YouTube a través de Mario Kart TV, carreres Grand Prix de fins a 4 jugadors locals, contingut descarregable i és el primer videojoc en la sèrie a oferir gràfics d'alta definició. El 2017, Mario Kart 8 Deluxe, una adaptació de l'anterior lliurament per a Nintendo Switch, va introduir la possibilitat de mantenir 2 potenciadors al mateix temps, un mode batalla, tot el contingut descarregable desbloquejat des de l'inici, nous personatges i característiques que faciliten la conducció a jugadors més inexperts com l'auto-acceleració i el smart steering.
La sèrie Mario Kart és considerada la sèrie de curses de karts més reeixida i de més llarga trajectòria, ja que ha venut més de 100 milions de còpies a tot el món.

### Videojocs de rol
El primer videojoc de rol de la franquícia Mario va ser Super Mario RPG desenvolupat per Square. Compta amb elements extrets de franquícies RPG de Square com Final Fantasy i una història i jugabilitat derivades de la sèrie Super Mario. Des de llavors, han aparegut les sèries Paper Mario i Mario & Luigi.

#### SèriePaper Mario

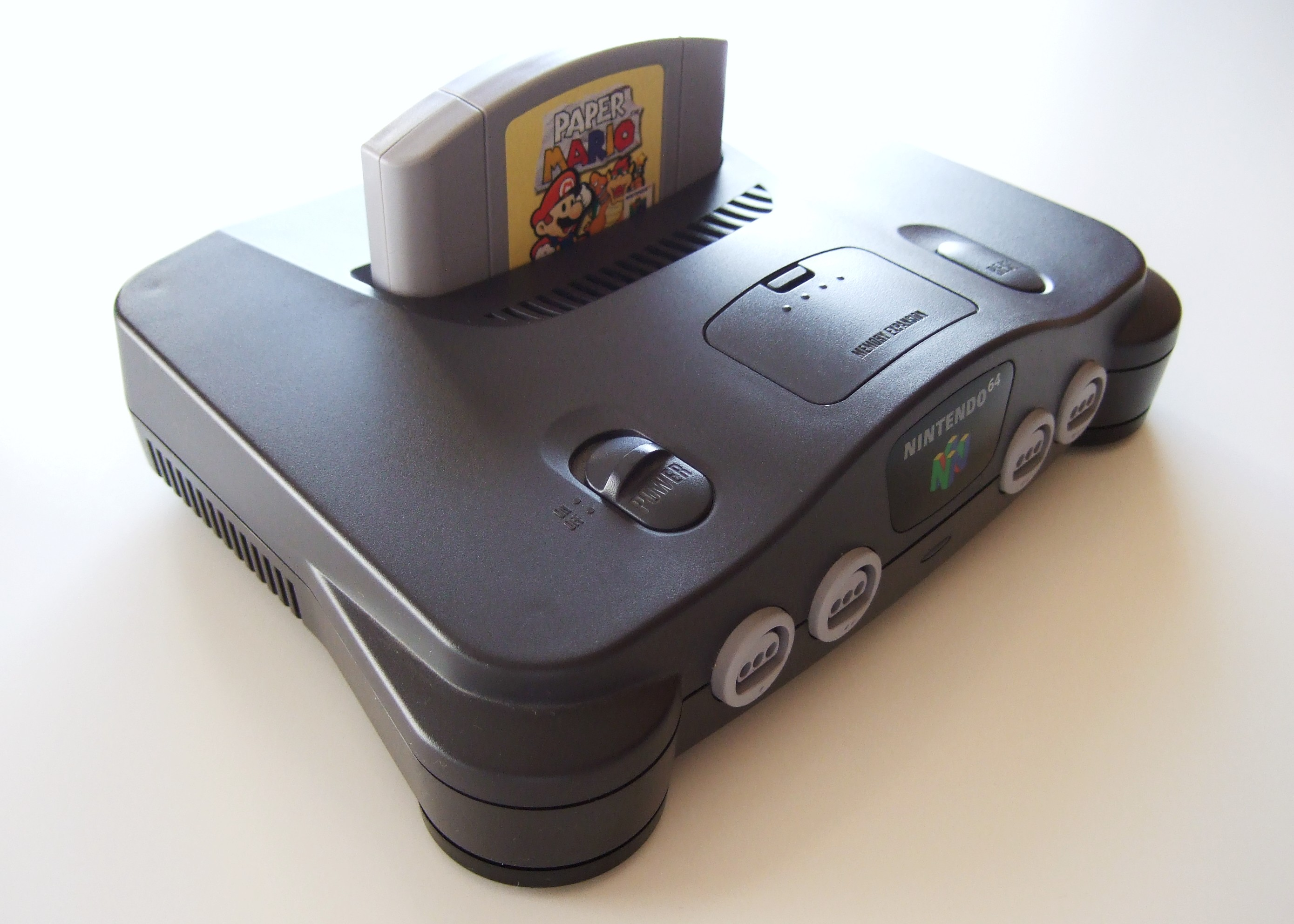
Una Nintendo 64 amb un cartutx inserit de Paper Mario.

Paper Mario és una sèrie de videojocs de rol desenvolupats per Intelligent Systems i produïts per Nintendo Software Planning & Development. El primer videojoc de la sèrie, Paper Mario, es va llançar el 2000 per a Nintendo 64, aconseguint un èxit crític i comercial. A la sèrie Paper Mario, el jugador controla a Paper Mario en una barreja d'entorns 3D i personatges 2D que semblen estar fets de paper. Paper Mario pot saltar i usar el seu martell per superar els obstacles físics col·locats al món del videojoc. A més, el jugador reuneix companys a mesura que avança en diferents ubicacions, cadascun amb una habilitat especialitzada requerida per a la progressió en el joc. Aquests personatges ajuden a Paper Mario en les batalles per torns del joc. El dany infligit al jugador redueix la quantitat de punts de salut (HP). Els atacs en el joc són similars als dels videojocs de rol tradicionals, encara que el jugador pot influir en el poder d'un moviment quan ataca o defensa cronometrant un botó pressionant amb precisió o executant alguna altra ordre d'acció segons sigui necessari. Paper Mario posseeix estadístiques que es poden augmentar en guanyar punts d'experiència en el combat per pujar de nivell. La progressió a través de Paper Mario depèn de la interacció amb els personatges no jugadors (PNJ o NPC) del joc, els qui sovint ofereixen pistes o detallen el proper esdeveniment en la història. Igual que en altres videojocs de rol, el jugador pot trobar o comprar objectes de PNJ que li ajudin dins i fora del combat.
S'han llançat 4 videojocs de Paper Mario per a consoles domèstiques i un videojoc portàtil. A mesura que la sèrie ha progressat, cada nou videojoc ha introduït nous elements per mantenir una jugabilitat fresca, com una nova història, nous companys i noves mecàniques de joc. El 2004, Paper Mario: The Thousand-Year Door per a GameCube va introduir la capacitat de Paper Mario de convertir-se en un avió de paper o en un vaixell de paper per interactuar amb el món. El 2007, Super Paper Mario es va desviar al gènere de RPG d'acció 2D i va introduir la capacitat de "canviar" a una perspectiva 3D en la qual el nivell gira per revelar un eix z ocult, col·locant a Paper Mario en un entorn 3D. El 2012, Paper Mario: Sticker Star per a Nintendo 3DS va introduir l'ús d'adhesius tant en l'entorn com en les batalles per torns. Es poden trobar i separar de diverses àrees al món de joc i es poden comprar o rebre de personatges no jugables. El 2016, es va llançar Paper Mario: Color Splash per a Wii U que va introduir l'ús de colors tant en l'entorn com en les batalles per torns, com a Sticker Star.

#### SèrieMario & Luigi
La sèrie Mario & Luigi és una sèrie de videojocs de rol desenvolupats per AlphaDream. La sèrie comparteix elements similars amb altres videojocs de rol de la franquícia i compta amb l'addició de Luigi com a personatge jugable. Un afegit a la jugabilitat tradicional és la forma en què Mario i Luigi interactuen, ja sigui a través d'atacs en conjunt en els combats o com a moviments especials anés de combat que permeten la progressió al món de joc. La sèrie va començar amb el llançament de Mario & Luigi: Superstar Saga per a Game Boy Advance el 2003, aconseguint una bona acceptació. El 2017, Mario & Luigi: Superstar Saga + Bowser's Minions per a Nintendo 3DS va presentar una nova versió del videojoc original amb gràfics addicionals, un mapa millorat que permet als jugadors situar punts de referència i un mode addicional anomenat "Història d'un sequaç: A la recerca de Bowser", que proporciona una història que li permet al jugador prendre el control dels subordinats de Bowser per buscar al seu líder. El 2005, Mario & Luigi: Partners in Time per a Nintendo DS va presentar als personatges en les seves formes infants: Baby Mario, Baby Luigi, Baby Toadsworth, Baby Peach i Baby Bowser i una invasió extraterrestre a les mans dels Shroob. El 2009, Mario & Luigi: Bowser's Inside Story, també per a DS, va presentar a Mario, Luigi i els altres dins del cos de Bowser. Fawful reprèn el seu paper com el principal antagonista i Bowser és un personatge jugable i progressa al costat de Mario i Luigi. El 2019, Bowser's Inside Story + Bowser Jr.'s Journey. presentà una nova versió del videojoc original amb gràfics afegits i un nou mode centrat en Bowsy, igual que l'anterior remasterització. El 2013, Mario & Luigi: Dream Team per a 3DS va presentar a Dreamy Luigi, on Luigi dorm al "Món dels somnis". El 2015, Mario & Luigi: Paper Jam, també per a 3DS, va presentar un crossover entre les sèries de Mario & Luigi i Paper Mario, on Luigi colpeja un llibre i allibera als personatges de paper del món de Paper Mario.

### Videojocs de socialització/Party

#### SèrieMario Party
La sèrie Mario Party és una sèrie de videojocs de socialització o party amb personatges de la franquícia Mario en la qual fins a quatre jugadors locals o personatges controlats per ordinador (anomenats "CPU") competeixen en un tauler intercalats amb minijocs. Els videojocs són desenvolupats per NDcube i publicats per Nintendo, prèviament desenvolupats per Hudson Soft. La sèrie és coneguda pels seus elements de jocs de socialització, inclosos els modes multijugador sovint impredictibles que permeten jugar amb fins a quatre i en ocasions, vuit jugadors humans o CPU. L'últim lliurament de la sèrie, Super Mario Party, es va llançar el 5 d'octubre de 2018 per a Nintendo Switch.
La sèrie té el rècord de ser la sèrie de minijocs de més llarga durada. Fins a desembre de 2014, Nintendo va informar de vendes mundials acumulades de 39,6 milions de còpies de videojocs en la franquícia de Mario Party.

### Videojocs d'esports
Hi ha hagut nombrosos videojocs d'esports en la franquícia Mario.

#### Videojocs de tennis
Les primeres aparicions de Mario en videojocs de tennis van ser com a àrbitre a Tennis per la NES i Game Boy. Aquests videojocs no van usar la marca "Mario" i solament van presentar a aquest personatge com un cameo. Després va aparèixer a Mario's Tennis per la Virtual Boy, al costat d'altres personatges de la franquícia. Després d'això, Camelot Software començaria a desenvolupar el que seria la sèrie Mario Tennis, llançant el primer videojoc, Mario Tennis, per a Nintendo 64. Més tard llançarien una versió per a Game Boy Color del mateix nom, però que incorporava una història i personatges originals, no presents en la versió de sobretaula i que comptava amb alguns elements dels videojocs de rol. Per a la generació del GameCube, es va llançar Mario Power Tennis el 2004, que incorporava un nou element a la jugabilitat: els "Power Shots", moviments especials que retornen la pilota amb molta força després d'una curta cinemàtica. El 2009, el títol es va reeditar per al seu llançament per a Wii, incorporant la característica de New Play Control! com altres títols similars de GameCube. El 2005 es va llançar Mario Tennis: Power Tour per a Game Boy Advance, que incorporava els "Power Shots" de l'anterior lliurament, a més d'una nova història i nous personatges, com es va veure en el lliurament de Game Boy Color. Després de diversos anys, el 2012 Camelot va llançar Mario Tennis Open per a Nintendo 3DS. El títol va incorporar un nou element a la jugabilitat anomenat "Chance Shots", que permetien al jugador retornar amb més potència si s'executava un tir específic des d'un lloc en la pista. Aquest videojoc no incorporaria els elements RPG vists en els lliuraments anteriors de les consoles portàtils. La consola Wii U va tenir el llançament de Mario Tennis: Ultra Smash el 2015. Va incorporar l'ús dels Mega Xampinyons vists a New Super Mario Bros., que permetien al personatge tenir un augment de grandària, velocitat i poder. El 2018, es va llançar Mario Tennis Aces per a Nintendo Switch, que incorporaria variats afegits a la jugabilitat: els "Trick Shots", que li permeten al jugador retornar la pilota amb una trajectòria errant; els "Zone Shots" que li permeten al jugador llançar un poderós tir capaç de danyar la raqueta del rival; el "Zone Speed", que permet al jugador al jugador ralentir el temps per retornar més fàcilment un tir; una barra d'energia que s'ha d'omplir per poder realitzar els tirs descrits; i la incorporació d'una barra de salut a la raqueta, que si rep més dany del que pugui suportar, es trencarà i donarà la victòria al jugador rival. A més d'aquests canvis a la jugabilitat, incorpora un mode realista i un mode aventura per a un jugador, no vist des del lliurament per a GBA.

#### Videojocs de golf
El primer ús de la imatge de Mario en un videojoc de golf va ser que el golfista a Golf per NES i Game Boy representava a un home amb bigoti que s'assemblava a Mario. En l'adaptació d'aquest videojoc per Game Boy es pot observar a Mario en la caràtula, encara que no es mostri dins del videojoc. Mario tindria una aparició principal en el videojoc NES Open Tournament Golf de 1991. Al costat de Mario, també es va incorporar a Luigi com els golfistes principals, mentre que la Princesa Toadstool i la Princesa Daisy eren les seves caddies. El 1998, Nintendo va adquirir Camelot Software, els qui serien els encarregats de desenvolupar diversos videojocs d'esports. El seu primer títol va ser Mario Golf, llançat per a la N64 el 1999. Va incorporar diverses millores gràfiques i de jugabilitat concordes a la potència de la consola, així com més personatges de la franquícia. Més tard llançarien una versió per a Game Boy Color del mateix nom, però que incorporava una història i personatges originals, no presents en la versió de sobretaula i que comptava amb alguns elements dels videojocs de rol. A més, es podien intercanviar dades entre ambdues versions mitjançant el Transfer Pak. El 2001 es llançaria el videojoc Mobile Golf per a Game Boy Color, una versió millorada de Mario Golf que permetia la connexió en línia amb altres jugadors a través del Mobile Game Boy Adapter. Dos anys més tard es va llançar Mario Golf: Toadstool Tour per a GameCube. Aquest nou lliurament incorpora alguns canvis en la jugabilitat, així com variats maodes multijugador i a més, els camps de joc se situaven al món de Mario, adornats amb elements dels videojocs de la franquícia. El 2004, es va llançar Mario Golf: Advance Tour per a Game Boy Advance. Igual que el lliurament de Game Boy Color, incorporava diversos elements RPG. També es podien transferir dades amb Mario Golf: Toadstool Tour i desbloquejar contingut mitjançant el Nintendo GameCube Game Boy Advance Cable. El 2014, 10 anys després de l'anterior lliurament, es va llançar Mario Golf: World Tour per a Nintendo 3DS. Incorpora nous modes multijugador, desafiaments i competències en línia i contingut descarregable a través d'una Passada de Temporada.

#### Videojocs de beisbol
La primera incursió de Mario en els videojocs de beisbol va ser amb Mario Superstar Baseball per a GameCube, llançat el 2005 i desenvolupat per Namco. Incorpora controls senzills per a la jugabilitat de l'esport, un mode història, una mode exhibició i diversos minijocs multijugador. El 2008 es va llançar Mario Super Sluggers per a Wii, sent desenvolupat per Bandai Namco Games. Incorpora l'afegit dels controls de moviment del Wiimote a la jugabilitat i nous modes multijugador, com el mode "Toy Field", una barreja entre beisbol i paintball.

#### Videojocs de futbol
El futbol va arribar al món de Mario a través de la sèrie Mario Strikers, desenvolupat per Next Level Games. El primer títol de la sèrie, Super Mario Strikers, es va llançar el 2005 per a GameCube. La jugabilitat del videojoc consta de partits de 5 contra 5, amb un capità (que pot ser algun personatge principal de la franquícia) i 3 "sidekicks" (personatges secundaris) més l'arquer que és un Kritter (pertanyent als videojocs de Donkey Kong). L'ambientació dels partits és molt diferent a altres títols similars, sent una mica més violent i ràpid. El 2007 es va llançar Mario Strikers Charged per la Wii. Posseeix una jugabilitat similar al títol anterior, però afegeix nous escenaris, objectes i la possibilitat d'executar "supertirs". A més, incorpora els controls de moviment característics del Wiimote i suport per a joc en línia.

#### SèrieMario & Sonic at the Olympic Games
La sèrie Mario & Sonic at the Olympic Games és una col·lecció de videojocs que es duen a terme durant els Jocs Olímpics a l'estiu i l'hivern, i que creuen als personatges de la sèrie de Mario amb els de la franquícia Sonic the Hedgehog. Són desenvolupats per Sega i publicats per Sega i Nintendo, gràcies a un acord amb la divisió d'entreteniment del Comitè Olímpic Internacional. La sèrie va debutar el 2007 amb Mario & Sonic at the Olympic Games per a Wii, mentre que una versió per a Nintendo DS va ser llançada el 2008. El videojoc compta amb 24 esdeveniments dels Jocs amb regles similars als quals s'usen en els esdeveniments reals, a més dels modes "Dream Events" on els personatges podien usar habilitats especials i s'incorporaven canvis notables a la jugabilitat d'algun esdeveniment. La versió de Wii requeria l'ús dels controls de moviment, mentre que en DS era necessari usar la pantalla tàctil. El 2009, es va llançar Mario & Sonic at the Olympic Winter Games per a les mateixes plataformes. En aquesta ocasió, els esdeveniments estaven adequats per als Jocs Olímpics d'Hivern. Un afegit per a la versió de Wii va ser l'ús del Balance Board, encara que no era un requeriment. La versió de DS incorporava un mode Aventura, on els personatges havien d'enfrontar a Bowser i el Dr. Eggman els qui havien segrestat als Esperits de la Neu. En el mode, es presentaven desafiaments especials sobre cadascun dels esdeveniments. El 2011 es va llançar Mario & Sonic at the London 2012 Olympic Games per a Wii), mentre que el 2012 es va llançar una versió del videojoc per a Nintendo 3DS. La versió de Wii inclou els mateixos esdeveniments que el lliurament de 2009, però amb millores a la jugabilitat i incorpora nous esdeveniments com a futbol, bàdminton i equitació. També incorpora un mode Party multijugador. La versió de 3DS compta amb un mode Història, on Bowser i Eggman busquen cancel·lar la realització dels JJOO en escampar un fum fantasmagòric a la ciutat. Per a la commemoració dels següents Jocs Olímpics d'Hivern, es va llançar Mario & Sonic at the Sochi 2014 Olympic Winter Games per a Wii U el 2013. Incorpora l'ús del Wii U Gamepad en la jugabilitat, a més de nous esdeveniments com el bobsleigh de quatre, el curling i el patinatge artístic en parelles. També introdueix un mode anomenat "Juga i Respon" on es realitza un concurs de preguntes i respostes enmig dels esdeveniments. El 2016 es va llançar Mario & Sonic at the Rio 2016 Olympic Games per a Wii U, 3DS i arcade. La versió de Wii U presenta fins a 40 esdeveniments olímpics i l'addició de la manera "Duel Events" (que reemplacen als Dream Events d'anteriors lliuraments). La versió de 3DS presenta un mode història on el Mii del jugador ha d'unir-se a l'Equip Mario o Equip Sonic i portar-los a la victòria. Sega va perdre la llicència per als videojocs ambientats a Pieonchang 2018, però el 2016 va anunciar que va arribar a un acord amb el COI per a la realització dels videojocs ambientats a Tòquio 2020.

#### Altres videojocs d'esports
Mario Hoops 3-on-3 és un videojoc d'esports llançat el 2006 per la Nintendo DS. Va ser desenvolupat per Square Enix. El videojoc presenta una sèrie de tornejos de bàsquet de tres contra tres en diferents pistes, cadascun de tres jocs. El videojoc utilitza àmpliament la pantalla tàctil de Nintendo DS, i presenta objectes i monedes de la franquícia de Mario. És el primer videojoc en el qual personatges de la franquícia de Mario i de Final Fantasy apareixen junts com a personatges jugables.
Mario Sports Mix és un videojoc d'esports llançat el 2011 per la Wii. Va ser desenvolupat per Square Enix. El videojoc consta de 4 esports: voleibol, hoquei, baló presoner i bàsquet. La jugabilitat és alguna cosa similar al vist en els anteriors videojocs d'esports de Mario, amb característiques tals com a poderosos moviments especials i una jugabilitat a l'estil arcade exagerada. El videojoc presenta en la seva majoria personatges i llocs de la sèrie Mario amb algunes aparicions especials de personatges de Final Fantasy i Dragon Quest. Els jugadors també poden optar per jugar com un dels seus personatges Mii.
Mario Sports Superstars és un videojoc d'esports llançat el 2017 per la Nintendo 3DS. Va ser desenvolupat per Bandai Namco Studios i Camelot Software Planning. El videojoc consta de cinc esports: futbol, beisbol, tennis, golf i carreres de cavalls. Malgrat la quantitat d'esports continguts, no són minijocs, sinó recreacions a gran escala de cada esport. Per exemple, la part de futbol del videojoc conté una jugabilitat d'onze contra onze, el mateix que és estàndard en l'esport. Cada esport individual conté tornejos per a un jugador, multijugador local i modes de joc multijugador en línia.

### Videojocs educatius
A principis de la dècada de 1990, es van llançar molts videojocs educatius en la sèrie de Mario. Pocs d'aquests videojocs eren de plataformes; en el seu lloc servien per ensenyar habilitats com la mecanografia, les matemàtiques o història. Tenen llicència oficial, però Nintendo no els reconeix oficialment. Els videojocs van ser desenvolupats independentment per The Software Toolworks, Interplay i Brainstorm. Nou videojocs educatius van ser llançats des de 1991 fins al 1996.

### Videojocs no publicats per Nintendo

#### Hudson
Hudson Soft va llançar dos videojocs basats en Mario Bros. i un altre similar a Super Mario Bros.
Mario Bros. Special és un videojoc llançat el 1984 pels ordinadors japonesos NEC PC-6001MKII, NEC PC-6601, NEC PC-8801, FM-7 i Sharp X1. És una nova versió del Mario Bros. original, amb noves etapes, mecànica i jugabilitat.
Punch Ball Mario Bros. és un videojoc llançat el 1984 pels ordinadors japonesos NEC PC-6001MKII, NEC PC-6601, NEC PC-8801, FM-7 i Sharp X1. És similar al Mario Bros. original, però presentava una nova jugabilitat de "boles perforades", petites boles que Mario i Luigi poden tirar als enemics per atordir-los, en lloc de copejar-los des de baix, com en l'original.
Super Mario Bros. Special és un videojoc llançat el 1984 pels ordinadors personals NEC PC-8801 i Sharp X1. Malgrat comptar amb controls i gràfics similars, el videojoc té diferents dissenys de nivells i nous elements, així com nous enemics basats en enemics de Mario Bros. i Donkey Kong.
Hudson Soft va ser originalment el responsable de la sèrie Mario Party, però a partir de març de 2012, NDcube s'ha fet càrrec des que Hudson s'ha convertit en part de Konami. Molts dels empleats de Hudson ara treballen per NDcube.

#### Phillips
Philips Interactive Media va planificar el desenvolupament de tres videojocs per a la seva màquina CD-i: Super Mario's Wacky Worlds, Hotel Mario i Mario Takes America. Solament Hotel Mario va ser llançat al mercat; Super Mario's Wacky Worlds i Mario Takes America van ser finalment cancel·lats. Philips va rebre permís per usar els personatges de Nintendo en els videojocs de CD-i a causa de la seva participació en el desenvolupament d'un accessori inèdit per la Super Nintendo. Hotel Mario no va obtenir molt èxit, i Nintendo rares vegades ho va reconèixer com a part de la franquícia de Mario.
Super Mario's Wacky Worlds va ser un videojoc cancel·lat planejat per al CD-i, desenvolupat per NovaLogic, que va intentar duplicar la jugabilitat de Super Mario World. Encara que els sprites del videojoc es basaven en els de Super Mario World, el disseny de nivells es basava en ubicacions de la Terra en lloc de Dinosaur Land. A causa de les limitacions del CD-i, no es van poder incloure diverses característiques en el videojoc, com un gran nombre de sprites en la pantalla i molts efectes visuals. La naturalesa del controlador del dispositiu assenyalador proporcionava controls difícils per a Mario, ja que el videojoc tenia els controls predeterminats de córrer i saltar.
Mario Takes America va ser un videojoc cancel·lat planejat per al CD-i. Estava sent desenvolupat per Cigam Entertainment. L'argument tractava sobre Mario, que arriba a Nova York, viatja a través dels Estats Units i finalment arriba a Hollywood, on protagonitza la seva pròpia pel·lícula interactiva. Viatja en camió, tren, automòbil, avió, helicòpter i fins i tot una moto. El concepte del videojoc inicialment va impressionar a Philips, però es va cancel·lar a causa que la companyia no estava satisfeta amb el progrés de desenvolupament del videojoc i el fracàs del CD-i.
Hotel Mario és un videojoc de lògica desenvolupat per Fantasy Factory i publicat per Philips Interactive Media per al CD-i el 1994. Els personatges principals del videojoc són Mario i Luigi, els qui han de rescatar a la Princesa Peach anant als set hotels Koopa en el Regne Xampinyó. Cada hotel està dividit en diverses etapes, i l'objectiu és tancar totes les portes en cada etapa. El videojoc ha estat criticat com un dels pitjors videojocs centrats en Mario, principalment per les seves cinemàtiques i la seva jugabilitat simple.

#### Ubisoft Milan
Mario + Rabbids Kingdom Battle és un videojoc de rol tàctic per torns desenvolupat per Ubisoft Milan per a Nintendo Switch. El videojoc és un crossover amb la franquícia Raving Rabbids d'Ubisoft, i presenta una jugabilitat per a un sol jugador i per multijugador cooperatiu. La història del videojoc mostra a jugadors que controlen en Mario, als seus amics, i a un grup de Rabbids vestits com ells, bregant amb les conseqüències d'una sobtada invasió per part d'un grup de Rabbids, els qui accidentalment han usat una poderosa invenció que ha portat el caos al Regne Xampinyó. Shigeru Miyamoto va quedar inicialment impressionat pel prototip del videojoc, que li va presentar el director creatiu Davide Soliani en 2014, la qual cosa més tard va fer que Nintendo donés llum verda al joc per al seu llançament en Nintendo Switch. Va ser llançat a Europa i Amèrica del Nord el 29 d'agost de 2017 i va rebre una recepció generalment favorable dels crítics, que van elogiar la seva jugabilitat, profunditat i gràfics.

### Altres videojocs
Dance Dance Revolution Mario Mix és un videojoc de música llançat el 2005 per la GameCube. Va ser desenvolupat per Konami. Dance Dance Revolution Mario Mix presenta predominantment personatges, música i llocs de la franquícia de Mario. El videojoc va ser inclòs amb una plataforma de ball.
Electronic Arts va desenvolupar i va llançar NBA Street V3 i SSX on Tour el 2005, que va incloure en Mario, Luigi i Peach com a personatges jugables en les versions de GameCube.

## Altres mitjans
La franquícia Mario s'estén fora dels videojocs a altres mitjans. Mario i temes relacionats amb la franquícia han aparegut en programes de televisió, anime, pel·lícules, còmics i manga, variats productes i actuacions musicals.

### Televisió
Saturday Supercade va ser una sèrie animada de televisió emesa els dissabtes al matí. Va ser produïda per Ruby-Spears Productions. Va ser emesa durant dues temporades a la CBS, a partir de 1983. Cada episodi va comprendre diversos segments curts amb personatges de videojocs de l'edat d'or dels videojocs arcade. Donkey Kong, Mario i Pauline (del videojoc d'arcade Donkey Kong) es van presentar en l'espectacle.
The Super Mario Bros. Super Show! és la primera sèrie de televisió nord-americana basada en els videojocs de Mario de NES. Va ser transmès en redifusió des del 4 de setembre fins a l'1 de desembre de 1989. El programa va ser produït per DIC Entertainment i va ser distribuït per a la televisió sindicada per Viacom Enterprises.
King Koopa's Kool Kartoons va ser un programa de televisió infantil d'imatge real que es va transmetre en el Sud de Califòrnia durant la temporades festives de 1989 i 1990. L'espectacle va ser protagonitzat per King Koopa (també conegut com a Bowser), el principal antagonista de la franquícia de Mario. El programa de 30 minuts es va transmetre originalment al canal de televisió KTTV Fox 11 de Los Angeles.
The Adventures of Super Mario Bros. 3 és la segona sèrie de televisió basada en els videojocs de NES de Mario. Es va transmetre a la NBC el 1990. Basada en el videojoc Super Mario Bros. 3, la caricatura mostra a Mario, Luigi, la Princesa Toadstool i Toad lluitant contra Bowser i els seus Koopalings, els qui van rebre diferents noms al programa.
Super Mario Challenge va ser un programa que es va emetre en The Children's Channel. Va estar a l'aire de 1990 a 1991. El presentador, John Lenahan, s'assemblava a Mario i estava vestit amb la seva roba. Dos jugadors convidats havien de realitzar desafiaments, totes les quals involucraven jugar als videojocs Super Mario Bros., Super Mario Bros. 2 i, després del seu llançament el 1991, Super Mario Bros. 3. Les rondes incloïen desafiaments per veure quin jugador podia completar un nivell en el menor temps possible i qui podria recol·lectar la majoria de les monedes d'or en un determinat nivell.
Super Mario World és una sèrie de televisió animada basada en el videojoc de Super Nintendo del mateix nom. És el tercer i últim dibuix animat basat en la sèrie de Mario. El programa es va emetre originalment els dissabtes al matí a la NBC el 1991. Va aparèixer en un espai de mitja hora juntament amb una versió reduïda de Captain N: The Game Master.
Mario Ice Capades va ser un especial de televisió amb un programa de patinatge sobre gel d'Ice Capades amb temàtica de Mario. Va ser emès per ABC el 28 de desembre de 1989. Va ser protagonitzada per Christopher Hewett com a Bowser. Jason Bateman i Alyssa Milano també van aparèixer en l'especial.

### Anime
Super Mario Bros.: Peach-Hime Kyushutsu Dai Sakusen! és una pel·lícula d'anime japonesa estrenada al juliol de 1986. Està basada en el videojoc Super Mario Bros.. Dirigida per Masami Hata i produïda per Masakatsu Suzuki i Tsunemasa Hatano, la trama se centra en Mario i Luigi, que emprenen una recerca per salvar a la Princesa Peach de Bowser. Una adaptació de manga de la pel·lícula es va publicar al Japó gairebé al mateix temps que l'estrena de la pel·lícula.
El 3 d'agost de 1989 es va llançar una sèrie de tres OVAs titulada Amada Anime Series: Super Mario Bros. (アマダアニメシリーズ　スーパーマリオブラザーズ, Amada Anime Shirīzu: Sūpā Mario Burazāzu), les històries del qual estan basades en els contes de Momotarō, Issun-bōshi i Blancaneus. Aquestes OVAs generalment incloïen a Mario com l'heroi, Peach com la damisel·la i Bowser com el dolent principal, amb altres personatges de la franquícia representant papers secundaris.
Mario Kirby Masterpiece Video (マリオ・カービィ 名作ビデオ, Mario Kirby Meisaku Video) és un vídeo educatiu de 18 minuts publicat per HAL Laboratory el 1995 en VHS exclusivament al Japó. El propòsit del vídeo és ensenyar kanji als nens presentant dues aventures protagonitzades per Mario i Kirby per separat, amb imatges fixes narrades per Mayumi Tanaka i transcripcions de kanji.
Super Mario's Fire Brigade (スーパーマリオの消防隊, Super Mario no Shōbōtai) és un curtmetratge d'un anunci de seguretat pública sobre seguretat contra incendis animat per Toei i J.C.Staff. Va ser dirigit per Tatsuyuki Nagai i va comptar amb les actuacions de veu de Toru Furuya com a Mario i Yu Mizushima com a Luigi. També es va produir un altre vídeo sobre seguretat viària titulat Super Mario Traffic Safety (スーパー マリオ の 交通 安全, Super Mario no Koutsuuanzen).

### Pel·lícules
Super Mario Bros. és una comèdia familiar d'aventures nord-americana basada en el videojoc del mateix nom. La pel·lícula segueix les gestes de Mario (Bob Hoskins) i Luigi (John Leguizamo) en una distòpia governada pel Rei Koopa (Dennis Hopper). Va ser la primera pel·lícula important d'acció en imatge real basada en un videojoc. La pel·lícula va recaptar 21 milions de dòlars amb un pressupost de 48 milions de dòlars. Va ser considerada com un fracàs de taquilla.
Bowser i el Súper Xampinyó van aparèixer en la pel·lícula animada Wreck-It Ralph de Disney el 2012; S'esmenta a Mario però no es veu en la pel·lícula. El videojoc d'arcade Donkey Kong (la primera aparició de Mario) fa un cameo en la pel·lícula de comèdia Pixels de 2015.
Super Mario Bros.: La pel·lícula és una pel·lícula de comèdia d'aventures fantàstica animada per ordinador, que va estrenar-se l'any 2019 per part d'Universal Pictures. Als Països Catalans, va arribar el 5 d'abril doblada al català. Dirigida per Aaron Horvath i Michael Jelenic (en el seu primer llargmetratge) a partir d'un guió de Matthew Fogel, la pel·lícula compta amb un repartiment coral en anglès format per Chris Pratt, Anya Taylor-Joy, Charlie Day, Jack Black, Keegan-Michael Key, Seth Rogen, Fred Armisen, Sebastian Maniscalco, Charles Martinet i Kevin Michael Richardson. S'ha doblat i subtitulat al català. Shigeru Miyamoto i Chris Meledandri són els productors.
El 10 de març de 2024, es va anunciar una altra pel·lícula "ubicada en el món de Super Mario Bros.", que s'estrenaria el 3 d'abril de 2026.

### Còmics i manga
Super Mario-kun (スーパーマリオくん, Sūpā Mario-kun) és un manga kodomo japonès escrit i il·lustrat per Yukio Sawada i serialitzat en CoroCoro Comic. Els capítols individuals són recopilats en volums tankōbon per Shogakukan, qui va llançar el primer volum el 27 de juliol de 1991. La sèrie solament ha estat autoritzada al Japó i França, on és publicada per Soleil Manga. El manga segueix en Mario i els seus amics a través de la trama de molts videojocs de la franquícia, començant en Super Mario World i arribant fins a Super Mario 3D World. Hi ha una altra sèrie de manga que es va publicar en cinc volums amb exactament el mateix títol, escrit i dibuixat per Hiroshi Takase, també publicat per Shogakukan però serialitzat en Pikkapika Comics.
Nintendo Comics System va ser una sèrie de còmics publicats per Valiant Comics el 1990 i 1991. Era part d'un acord de llicència amb Nintendo, amb personatges dels seus videojocs i les caricatures basades en ells. Els còmics de Super Mario Bros. de Valiant es van basar en els tres videojocs principals de Mario en la Nintendo Entertainment System, així com en The Super Mario Bros. Super Show. Els còmics de la franquícia es van renovar per 1991 amb dos llibres diferents: Super Mario Bros. i Adventures of the Super Mario Bros.
Els llibrejocs de Nintendo van ser llibrejocs publicats entre 1991 i 1992. Consten de dues sèries, Nintendo Adventure Books i You Decide on the Adventure. Deu dels llibres de Nintendo Adventure Books tracten sobre les aventures de Mario i Luigi en el Regne Xampinyó i es basen principalment en els còmics de Valiant publicats per al segell de Nintendo Comics System. Dos dels llibres de You Decide on the Adventure van ser dedicats a la franquícia: Super Mario Advance i Wario Land 4, escrits per Craig Wessel.
Super Mario Adventures és una antologia de còmics que es va publicar en Nintendo Power al llarg de 1992, presentant als personatges de la franquícia de Mario i basant-se en el videojoc Super Mario World. La sèrie també es va serialitzar en CoroCoro Comic en 1993. Va ser il·lustrat per Charlie Nozawa mentre que Kentaro Takekuma va ser el responsable de la història, que segueix en Mario i Luigi quan intenten rescatar a la Princesa Peach després que Bowser la segrestés amb la intenció de casar-se amb ella. Va ser reimprès el 12 d'octubre de 2016. Immediatament després del final de Super Mario Adventures, Nintendo Power va concloure l'antologia amb una història de deu pàgines basada en Super Mario Land 2: 6 Golden Coins titulada Mario VS Wario, que va aparèixer en la seva edició de gener de 1993 i després va ser reimpresa en la novel·la gràfica.
En un moment, Archie Comics va fer una proposta a Nintendo per a un nou còmic de Mario similar a la seva sèrie de Sonic the Hedgehog, però va ser rebutjada.
Una enciclopèdia basada en Super Mario Bros. es va publicar al Japó a l'octubre de 2015. Al febrer de 2017, Nintendo va anunciar que l'enciclopèdia es llançaria a l'Amèrica del Nord i Europa al juny de 2017. Una altra enciclopèdia basada en la sèrie fins a Super Mario Maker va ser publicada per Dark Horse Publishing el 23 d'octubre de 2018.

### Productes

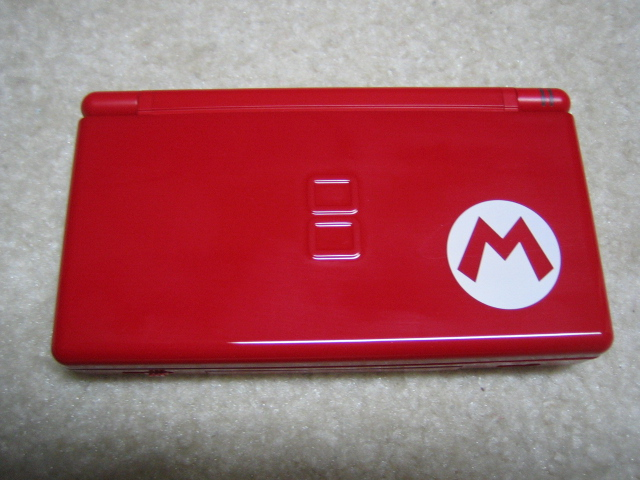
Una Nintendo DS Lite amb temàtica de Mario.

Mario ha aparegut en caixes, samarretes, revistes, anuncis comercials (en particular, en un anunci comercial de Got Milk?), en forma de caramel, en ampolles de xampú, cereals, insígnies i com una joguina de peluix. El 1992, Gottlieb va crear una màquina de pinball amb temàtica de Super Mario. USAopoly ha llançat múltiples versions de jocs populars de tauler i de cartes amb temàtiques de Mario, incloent Monopoly, TacDex, i Connecta 4. Nintendo també va llançar el 2017 un trencaclosques de Mario.

### Esdeveniments
El "National Mario Day" és un dia festiu anual per commemorar a Mario. Se celebra el 10 de març de cada any. Aquesta data es tria perquè "MAR 10" (segons el format de data nord-americana) s'assembla al nom "MARIO". Els jugadors poden commemorar l'ocasió jugant videojocs de la sèrie, o amb esdeveniments temàtics de Mario, i coordinant a les xarxes socials amb l'etiqueta #NationalMarioDay. El 2016, Nintendo va crear un video sobre l'esdeveniment, on Mario va causar el caos en les seves oficines als Estats Units i «va portar una mica d'alegria a la monòtona jornada laboral de maneres que solament Mario podia».
El març de 2013, Nintendo va commemorar l'Any de Luigi. Això va incloure un any de videojocs amb temàtica de Luigi com Dr. Luigi, Mario & Luigi: Dream Team, New Super Luigi U i Luigi's Mansion: Dark Moon. Una estàtua de Luigi's Mansion va ser llançada a través del Club Nintendo. El 19 de març de 2014 va finalitzar la celebració.

## Recepció
La franquícia de Mario ha rebut crítiques positives de crítics i jugadors i és considerada una de les millors franquícies de videojocs de la història. Un article de 1996 el Next Generation va declarar que «L'evolució de la sèrie de Mario va liderar la resta del món dels videojocs, obrint el camí i ensenyant lliçons sobre jugabilitat, estructura i facilitat de joc per a qualsevol que estudiés els seus secrets». Super Mario Bros. té una puntuació de ressenyes de 85 per NES, 80 en GBA, i 92 en Game Boy Color, segons GameRankings.

## Impacte i llegat
Mario ha aparegut en més de 200 videojocs de diversos gèneres (inclosos els gèneres d'esports, lògica, social, carreres i fins i tot videojocs d'acció en primera persona), i la franquícia de Mario és la franquícia de videojocs més venuda de tots els temps. Almenys 31 videojocs diferents de Mario han venut més d'un milió de còpies cadascun des de 1995. Això inclou la sèrie principal de Super Mario, que ha venut més de 262 milions d'unitats a tot el món, així com la sèrie Mario Kart que ha venut més de 90 milions d'unitats, la sèrie Mario Party que ha venut més de 40 milions d'unitats, el videojoc Donkey Kong que va vendre més de 125 mil màquines arcade i sis milions de cartutxs Coleco, i Mario Bros. que va vendre 1,72 milions de cartutxos Famicom.